# Hotel Novo Mundo

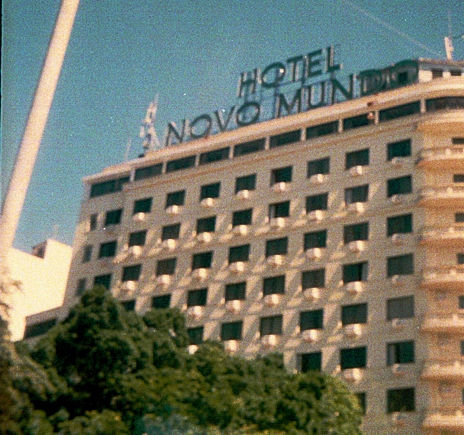
Vista exterior do Hotel Novo Mundo

O Hotel Novo Mundo localiza-se na praia do Flamengo, na cidade do Rio de Janeiro, no Brasil. É um hotel histórico, considerado um dos mais tradicionais da cidade. É famoso por ter hospedado diversos nomes de destaque da política nacional e internacional, já que se encontra ao lado do Palácio do Catete, antiga sede e residência oficial do presidente da república.

## História
Foi construído na década de 1940 a pedido do então presidente da república Gaspar Dutra para receber os hóspedes VIPs na Copa do Mundo de 1950. Desde então tornou-se um conhecido ponto de encontro da elite política. Nos anos 80, a nova administração comprou o prédio vizinho criando um anexo e garagem ampliando as instalações do empreendimento. 
O hotel fechou as portas no dia 24 de março de 2019 após 70 anos de funcionamento.

## Características

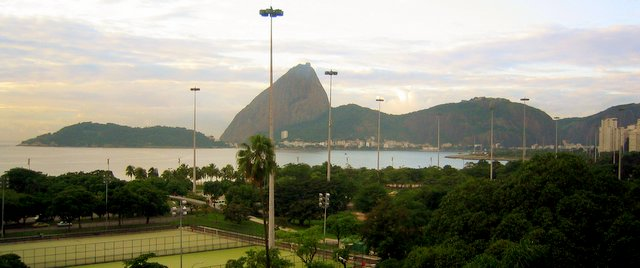
Vista panorâmica a partir do Hotel Novo Mundo, vendo-se ao fundo o Pão de Açúcar

As suas instalações contam com 231 apartamentos e suítes distribuídos em Andares Executivos ou Econômicos. Na cobertura estão as suítes Junior, Executiva e Presidencial; estas suítes se distinguem pela decoração exclusiva com cadeiras de design de Maurício Klabin e grandes banheiras de mármore, além de privacidade entre os ambientes – que possuem divisão entre o quarto e a sala.
O hotel oferece 11 salões de convenção decorados pela arquiteta Janete Costa, sala de ginástica, massagem, pilates, cabeleireiro, boutique, garagem com manobrista, serviços de lavanderia, reserva para passeios turísticos, câmbio, internet wi fi e banda larga em todas as acomodações, serviço de quarto 24 horas, business center, dois bares, um bistrô panorâmico na cobertura e o restaurante Flamboyant, com cozinha internacional.
Os dois leões de ferro que guardam a entrada principal e se constituem em ícones do hotel são esculturas do século XIX assinadas pelo renomado artista francês Henri Alfred Jacquemart.
Suas cozinhas foram uma das primeiras do Rio a instalarem ar- condicionado, gerando maior higiene. Um elevador exclusivo para o serviço de quarto também ajuda agilizando os pedidos garantindo a excelência de seu serviço de primeira. 

## Hóspedes ilustres

Oscar Ornstein (1964).

Frequentado por praticamente todos os presidentes brasileiros desde sua inauguração, com destaque para Getúlio Vargas e Juscelino Kubitschek, enquanto o Rio era a capital federal, continua até hoje recebendo governantes do país. O também presidente da república Luiz Inácio Lula da Silva, alguns primeiros-ministros e o presidente Mário Soares de Portugal são outras personalidades políticas que constam no seu livro de ouro. Nomes internacionais como Ricky Martin e Gisele Bundchen também já estiveram no hotel. O Duque de Bragança, Dom Duarte Pio de Bragança, herdeiro do trono de Portugal, se tornou habitue. O hotel sediou também, por exemplo, encontros monárquicos com a presença da família real e imperial brasileira Orleans e Bragança. Vários times de futebol e seleções já se hospedaram no Novo Mundo; como o Vasco da Gama; o rei Pelé quando completou seu milésimo gol estava hospedado no hotel ganhando placa comemorativa na recepção e se tornou um grande frequentador. Elencos inteiros de novelas de sucesso da extinta TV Manchete (cujo prédio era localizado um quarteirão à frente do hotel) tornaram-se clientes. A apresentadora de TV Angélica, Cauby Peixoto e Clodovil foram alguns de seus ilustres moradores, bem como Agnaldo Timóteo, Sergio Reis e Ângela Rô Rô, em uma época onde morar em grandes hotéis era símbolo de status e pratica comum entre a elite. A diva francesa Henriette Morineau, várias modelos do Fashion Rio, a governadora Rosinha Matheus e seu marido, o também governador Anthony Garotinho, assim como os governadores Carlos Lacerda, Leonel Brizola e Adhemar de Barros tornaram-se hóspedes assíduos. Em seu sofisticado bar, outrora uma badalada boate, grandes nomes do Jazz tocaram em um dos mais bem sucedidos festivais do gênero organizado por José Domingos Raffaelli, sendo frequentado pelo ícone do jet set internacional Jorginho Guinle. Atualmente o famoso astro Osmar Milito, super consagrado na Bossa Nova, que já tocou com nomes internacionais como Tony Bennett, Liza Minelli, Sammy Davis Jr, Sarah Vaughan, Tom Jobim, Sergio Mendes... é a estrela da casa e lota o bar com apresentações semanais.

## Na Literatura
Por ser considerado um marco na cidade do Rio de Janeiro, o Hotel Novo Mundo aparece em diversos relatos históricos, obras de ficção (autores consagrados como Jô Soares e Luiz Alfredo Garcia Roza possuem livros com trechos ambientados no hotel) e obras de não ficção (aparece, por exemplo, em um relato do escritor Carlos Heitor Cony e no livro sobre o Hotel Copacabana Palace, onde o autor Ricardo Boechat conta que o célebre relações públicas daquele hotel, Oscar Ornstein, esteve hospedado primeiramente no Hotel Novo Mundo).